# Charles Stewart Parnell
Charles Stewart Parnell (Avondale, okrug Wicklow, 27. lipnja 1846. – Brighton, 6. listopada 1891.), zvan "neokrunjenim kraljem Irske", bio je irski političar u drugoj polovici 19. stoljeća i borac za irsku samostalnost.

## Potomak građanske obitelji
Velika irska glad, koja je trajala od 1845. do 1849., pobila je više od milijun Iraca i pokrenula veliki iseljenički val u sljedećih deset godina. Jedna od posljedica te katastrofe bilo je rađanje svijesti u irskom narodu da im je britanska vlada okrenula leđa u razdoblju kad im je najviše trebala. Više nego ikad dotad, postalo je jasno da Irci trebaju sami krojiti svoju sudbinu.
Charles Stewart Parnell bio je treće dijete od njih šestero. Otac John Henry Parnell bio je bogat zemljoposjednik u Avondaleu. Majka Delia Stewart, Amerikanka, bila je kći junaka američke mornarice, kapetana Charlesa Stewarta. Njezin je djed bio član obitelji Tudor, što znači da se mogao pozivati na daleko srodstvo s britanskom kraljevskom obitelji. I sam John Henry Parnell bio je rođak jednog od glavnih irskih plemića, lorda Powerscourta. Zbog toga je Charles Stewart Parnell imao dojmljivu mrežu veza s raznim društvenim skupinama: s Irskom crkvom, kojoj je pripadao (i u kojoj su ljudi uglavnom bili unionisti), s aristokracijom preko rođaka Powerscourta, s američkim ratom za nezavisnost i Ratom 1812. (u kojem mu je djed dobio orden za hrabrost od američkog kongresa), kao i s kraljevskom obitelji. Unatoč tome, izgradio je ugled kao irski nacionalni vođa.

Mladi je Parnell studirao na Koledžu Magdalene u Cambridgeu, a 1874. postao je šerif okruga Wicklow.

## Ulazak u parlament
Prvi je put izabran u parlament u okrugu Meath, u travnju 1875., a onda se pridružio irskoj stranci Home Rule, koja se borila za nezavisnost i koju je vodio Isaac Butt. Tako je Parnell postao zastupnik sa samo 29 godina.
Najveći je dio obrazovanja stekao u Engleskoj, a poslije se i zaljubio u jednu engleskinju, gospođu O'Shea. Ipak, čini se da je općenito prezirao Engleze. Pošto je postao zastupnik, Parnell je ustanovio da može izraziti svoje protuengleske stavove ako se pridruži Josephu Biggaru u njegovu radu na opstrukciji rada Zastupničkog doma. To su postigli tako što su držali užasno duge i dosadne govore o svakoj temi koja bi došla pred Zastupnički dom. Opstrukcionisti su privukli nove snage u Irskoj i postali vrlo popularni.
Davitt je 21. listopada 1879. osnovao Irish National Land League (Liga za državnu irsku zemlju) u Dublinu zajedno s Parnellom, koji je postao predsjednik lige. Liga je kao glavne ciljeve imala osiguranje pravedne rente onima koji uzimaju zemlju u najam, sa stalnim posjedom i bez poreza. Dugoročno se time htjelo postići da seljaci postanu vlasnici zemlje. Land League je ubrzo postao vrlo popularan pokret. Liga je učila irske seljake kako se boriti za svoja prava. Parnell je bio uvjeren da je pitanje zemlje prvi korak prema irskoj autonomiji.
Držeći govor u Ennisu 19. rujna 1880., Parnell je izjavio: Kad čovjek uzme imanje od drugoga koji je potjeran, […] trebate ga izbjegavati na seoskim cestama, trebate ga izbjegavati u dućanima, trebate ga izbjegavati u parku i na tržnici, pa čak i u crkvi, trebate ga ostaviti samoga i staviti ga u "moralnu karantenu" tako da ga odsječete od domovine kao da je gubavac iz doba naših predaka, trebate mu pokazati kako vam se gadi zločin koji je počinio." Takva je "moralna karantena" sprovedena u borbi protiv kapetana Boycotta, upravitelja pokrajine Mayo, kojeg su stanovnici izbjegavali sve dok mu živci nisu popustili.

## Vođa irskog nacionalnog pokreta
Iako je bio slab govornik u Zastupničkom domu, Parnell se pokazao kao vješt organizator. Nakon 1880. zamijenio je Isaaca Butta i Williama Shawa na mjestu predsjednika Irske parlamentarne stranke, nekadašnje stranke Home Rule.
Pod njegovim je predsjedništvom Irska parlamentarna stranka postala prva profesionalna politička organizacija u cijelom Ujedinjenom Kraljevstvu. Uveo je profesionalni izbor kandidata, gdje su se delegati birali unutar stranke (i bili notorni po neslozi). Parnell je postao neupitni vođa irskog nacionalnog pokreta od 1880. do 1882. Zvali su ga "neokrunjeni kralj Irske". Dobivao je znatnu financijsku pomoć, koja je stizala iz Sjedinjenih Država. (Parnell je otišao u SAD s Johnom Dillonom 1880. i prikupio više od 26.000 funta.)
Nemiri oko pitanja zemlje postupno su bivali sve nasilniji. Parnell i drugi vođe, među kojima su bili John Dillon, Tim Healy i William O'Brien, uhićeni su u listopadu 1881., a liga je ukinuta na temelju novog zakona koji je uvela britanska vlada. Prvi liberalni ministar William Ewart Gladstone dogovorio se s Parnellom u ožujku 1882., kad su sklopili sporazum "Kilmainham", nazvan po zatvoru gdje je Parnell ležao. Zatvorenici su oslobođeni, nemiri su prestali, a politika zemljišne reforme koja je započela s "Land Act" iz 1881. mogla se nastaviti. Po Parnellovu oslobođenju, te kako bi se obilježilo novo razdoblje mira, lord Frederick Cavendish poslan je u Irsku kao glavni tajnik, ali odmah je po dolasku ubijen zajedno sa zamjenikom. Umorili su ga u parku Phoenix članovi tajnog društva "Invincibles". Parnell je osudio umorstva, a unatoč tom nemilom događaju, Gladstone nije promijenio stav.
Parnellov jedinstveni irski blok uspio je zavladati britanskom politikom - podizao je i rušio liberalne i konzervativne vlade sredinom 1880-ih, kako bi se borio za vlastitu vladu unutar Ujedinjenog Kraljevstva, takozvani "Home Rule" (koji se može prevesti kao "autonomija"). Gladstone, kao vođa liberalne stranke, naveo je svoju stranku da podrži "Irish Home Rule", tako što je 1886. predložio prvi zakon u tom smislu, "Home Rule Bill", kojem su se ogorčeno usprotivili konzervativci, tvrdeći da se tako izdaje carstvo, kao i irski lojalisti i protestanti. Gladstone je na općim izborima 1886. izgubio položaj. To je razdoblje bilo prekretnica u britansko-irskim odnosima, zato što je prvi put jedna važna politička stranka zastupala autonomnu vlast u Irskoj.

## Piggotove krivotvorine
U ožujku 1887. Parnell je optužen pomoću niza pisama objavljenih u listu The Times pod naslovom "Parnelizam i zločin". Tvrdilo se da je upleten u umorstva Cavendisha i njegova pomoćnika iz 1882. Naime, The Times je objavio kopije pisama s Parnellovim potpisom, gdje u jednom pismu opravdava i ne osuđuje umorstva koja je javno osudio. Parnell je odmah izjavio da su pisma krivotvorine, a vlada je uspostavila posebnu komisiju da istraži optužbe protiv njega i njegove stranke. Komisija je zasjedala gotovo dvije godine. U veljači 1889. svjedok po imenu Richard Piggott priznao je da je krivotvorio pisma; zatim je pobjegao u Madrid i tamo se ubio. Parnell je oslobođen svake sumnje, a The Times je platio veliku svotu kao odštetu. Ta je afera zapamćena pod imenom "Piggot Forgeries" (Piggotove krivotvorine).
Zadnje mjesece 1889. obilježio je vrhunac Parnellove popularnosti. Dobio je standing ovation u Zastupničkom domu, govorio je pred gomilom u Endinburghu, a odsjeo je u Harwardenu kao Gladstoneov gost.

## Gospođa O'Shea
U prosincu 1889., kad je Parnellova popularnost dosegla vrhunac, otkriveno je ono što su političari iz Westminstera već odavno znali: Parnell je dugo bio ljubavnik Catherine O'Shea (općenito zvane Kitty O'Shea), supruge zastupnika po imenu Willie O'Shea, koji je pokrenuo postupak rastave. Parnell je navodno bio i otac neke od njezine djece. Parnell se nije branio, a većina je ljudi smatrala da se opet radi o lažnoj optužbi. Međutim, ovaj put Parnell nije bio nevin.
Ljubav između gospođe O'Shea i Parnella rodila se 1880., kad su se prvi put upoznali. Otad je njezin brak s kapetanom O'Shea bio na rubu sloma. Nakon 1886. Parnell i Catherine O'Shea živjeli su zajedno. Nema sumnje da je kapetan znao za taj odnos. Nije posve jasno zašto je čekao do prosinca 1889. da to objavi i zatraži rastavu. Prema jednoj teoriji, kapetan je očekivao veliko nasljedstvo od ženina bolesnog ujaka. Kad je napokon umro, ujak je Catherini ostavio sav imetak, ali uz uvjet da joj muž ne dobije ništa. Navodno je kapetan O'Shea ucjenjivao suprugu da dobije 20.000 funta, a ona je odbila platiti, pa je tada zatražio rastavu.
Rastava je izazvala senzaciju u Velikoj Britaniji i Irskoj. Političari iz svih stranaka očekivali su da će se irski vođa barem privremeno povući iz javnog života. Parnell, previše ponosan, nije ni sanjao o tome. Gladstone se pod pritiskom vjernika u svojoj stranci morao obvezati da neće više podupirati Irsku parlamentarnu stranku dokle god Parnell bude njezin vođa. Parnellovo odbijanje da siđe s položaja izazvalo je raskol u stranci. Četrdeset četiri člana stranke pridružila su se potpredsjedniku Justinu McCarthyju i sklopila novi savez s liberalnom strankom, dok je njih dvadeset sedam ostalo uz Parnella.
Na jednom sastanku stranke, kad je Parnell kliknuo: "Tko je prvi čovjek u stranci?", slavni zastupnik Tim Healy odgovorio mu je: "A tko je prva žena?"

## Zadnji porazi
Parnell je tako izgubio vodstvo stranke, ali nije se pomirio s tim: vodio je kampanju u Irskoj 1891. na tri lokalna izbora, ali njegov je kandidat svaki put izgubio. Zatim se ogorčeno borio protiv svojih protivnika, što ga je na kraju iscrpilo.
Vjenčao se s Catherine malo nakon rastave, 25. lipnja 1891., u Steyningu u Zapadnom Sussexu. Malo nakon toga, vjerojatno zbog političkog prenaprezanja, umro je u Brightonu 6. listopada 1891. Imao je samo 45 godina. Iako je bio anglikanac, pokopan je na najvećem katoličkom groblju Dublina, Glasnevinu.

## Djela o Parnellu
Biografije na engleskom:
- Bew Paul, Charles Stewart Parnell, Gill & Macmillan Ltd, 1990.
- Haney John, Charles Stewart Parnell, Chelsea House Publishers, 1990.
- Robert Kee, The Laurel and the Ivy, Penguin, 1994.

Filmovi:
- Film Johna M. Stahla, Parnell, 1937. Glume: Clark Gable, Myrna Loy. Film opisuje jedan dio njegova života.